# 1S-LSD
1S-LSD（学名：1-(3-三甲基硅基丙酰基)麦角酸二乙酰胺) 是一种有机硅化合物，化学式为C26H37N3O2Si。它是一种精神药物，为LSD的前体药物和功能类似物。
1S-LSD是为了应对德国NpSG法律对1D-LSD等药物的管制而开发的。由于它所含有的硅基并未纳入管制范围，因此直至2024年它在德国依然合法。